# Courant des Canaries

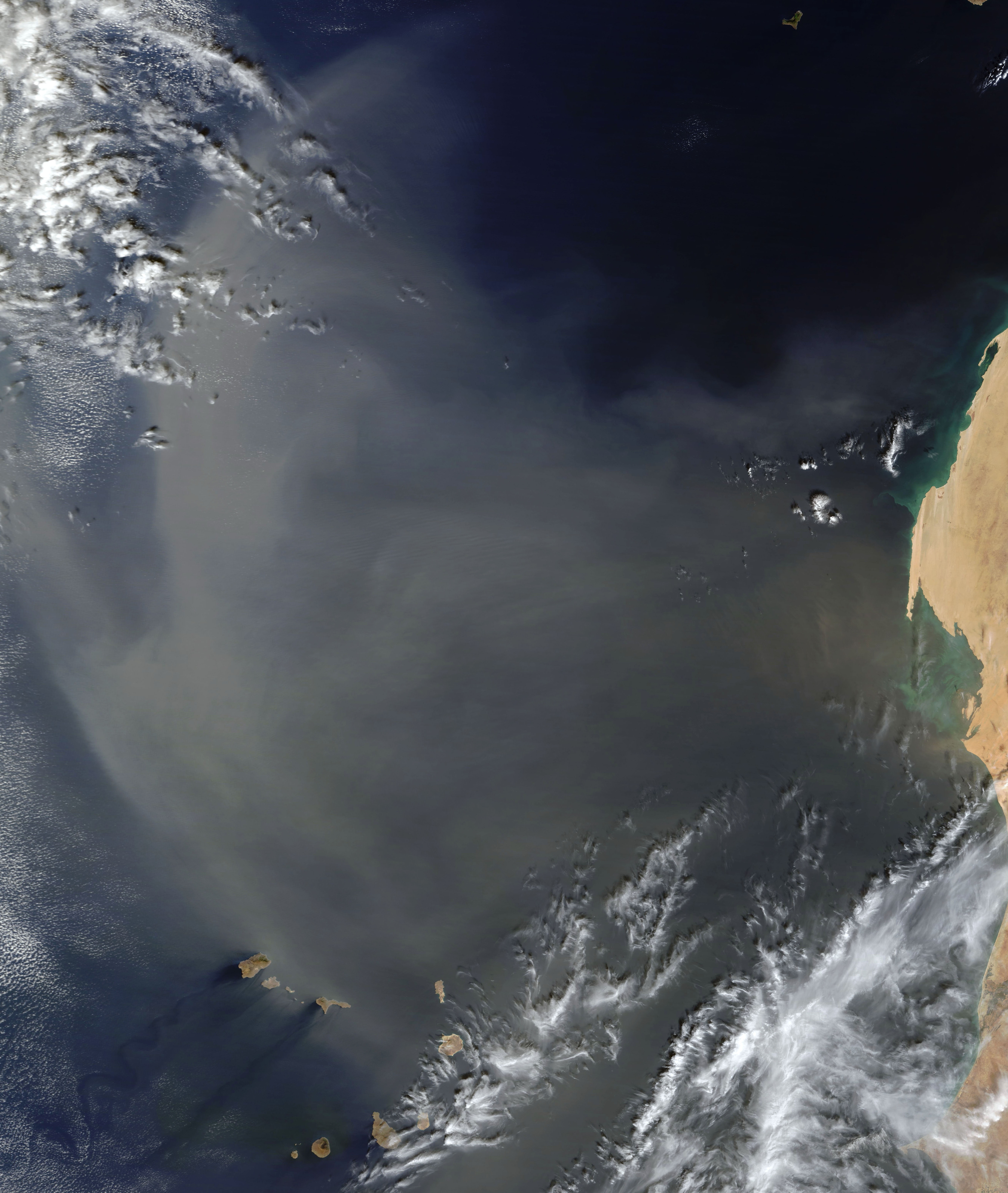
On aperçoit une ile des Canaries, sur la droite. Egalement, le voile sur l'eau semble être du sable du Sahara.

Le courant des Canaries est un courant marin qui débute à partir du sud de la dérive nord atlantique et qui s'écoule vers le sud-ouest jusqu'au Sénégal où il tourne vers l'ouest.

## Géographie
Selon la Grande Encyclopédie russe, le courant est d'une largeur de 400 à 600 kilomètres, a un débit de 0,9 à 1,82 km/h[Quoi ?], sa température varie de 12-13°C en février, à 19-26°C en août et sa salinité est entre 36 et 36,7 pour mile.

### Remontée d'eau
Le courant des Canaries est relativement froid et tempère la température du stratovolcan Teide.